# Ester Martin Bergsmark
Ester Martin Bergsmark   (Estocolm, 29 de setembre de 1982) és una directora de cinema i guionista sueca coneguda pels documentals Maggie in Wonderland i She Male Snails. El seu primer llargmetratge de ficció Something Must Break (2014) va ser projectat en més de cinquanta festivals a tot el món al 2014, i va ser presentat en els festivals de cinema de Cleveland, Guadalajara i Dublín al 2015. La pel·lícula ha guanyat deu premis, incloent el Tiger Award al 43è Festival Internacional de cinema de Rotterdam, el Grand Jury Award al Festival de cinema LGBT Outfest de Los Angeles; i millor pel·lícula i millor interptretació per a Saga Becker al Festival Internacional de Cinema Queer de Lisboa.

## Biografia
Ester Martin Bergsmark va néixer el 29 de setembre de 1982 a Estocolm. Va estudiar documentació al Biskops Arnö Nordens Folkhögskola i va assistir també a la Swedish University College of Arts Crafts and Design. Juntament amb el director suec Mark Hammarberg, Bergsmark va dirigir el curtmetratge Svälj (2006) i el documental Maggie Vaknar på Balkongen (en anglès: Maggie in Wonderland) (2008). A Maggie Vaknar på Balkongen van treballar juntament amb Maggie Beatrice "Maggie" Andersson qui també va participar en Svälj. Maggie Vaknar på Balkongen va ser premiat amb un Guldbagge Award a millor documental el mateix any en què va ser estrenat.
Al 2009, Bergsmark va participar en un projecte feminista en el qual diversos directors i artistes van dirigir pel·lícules curtes per a una col·lecció anomenada Dirty Diaries. La col·lecció va ser feta amb l'objectiu de repensar la pornografia i consta d'un total de 12 curts. El fragment de Bergsmark porta el nom de Fruitcake. El 2009 va ser també l'any en el qual Bergsmark va aconseguir el dret legal per canviar el seu primer nom a Ester. Abans no havia estat possible, ja que l'anterior llei de noms a Suècia denegava el canvi o modificació de nom per un de l'altre gènere.
Bergsmark va rebre una altra nominació al Guldbagge premi a millor documental l'any 2012 per la pel·lícula Pojktanten (en anglès: She Male Snails). La pel·lícula està feta en col·laboració amb l'autor suec Eli Levén. Bergsmark i Levén havien estat anteriorment en una relació que va acabar un parell de mesos abans de la filmació de la pel·lícula. La pel·lícula és una protesta contra el sistema de gènere binari que consta de dones i homes; comença amb Bergsmark parlant sobre la primera vegada que havien vist a Levén com a adolescent i com aquest es va atrevir a ser quelcom diferent a noi o noia. En entrevistes, Bergsmark ha afirmat que no vol viure com una dona, es considera una persona trans i troba comoditat en no haver de tenir una identitat de gènere estàtica. La pel·lícula és una barreja de documental i ficció, i va rebre finançament per a llargmetratges.
Al 2011, Bergsmark i Levén es van mudar a Berlín i van treballar junts en el manuscrit de la pel·lícula de Bergsmark Nånting Måste Gå Sönder (en anglès: Something must break). Nånting Måste Gå Sönder (2014) va obrir el Festival de Cinema de Gothenburg al 2014 i va estar nominada a un Dragon Award com a Millor Pel·lícula Nòrdica. La pel·lícula està basada en un llibre de Levén (títol suec: Du är rötterna som sover vinya mina fötter och håller jorden på plats). De la mateixa manera que She Male Snails, Something Must Break tracta el tema de pertànyer a algun lloc entre el que és considerat masculí i el que és considerat femení. També gira entorn a l'amor jove i al fet de comença a acceptar-se a un mateix.
Al 2014, Bergsmark va rebre la beca Mai Zetterling, una beca per a directors de cinema que treballen amb documentals o curtmetratges. La beca va ser lliurada en el Festival de Cinema de Gothenburg al gener d'aquest any.

## Filmografia
- 2006 – Svälj
- 2008 – Maggie Vaknar på Balkongen (en anglès: Maggie en Wonderland)
- 2009 – Dirty Diaries (Fragment: Fruitcake)
- 2012 – Pojktanten (en anglès She Male Snails)
- 2014 – Nånting Måste Gå (en anglès: Something Must Break)
- 2018 – Swedish Candy, Some Violence and a Bit Of Cat

## Premis
- Guldbagge premi a Millor Documental – Maggie Vaknar på Balkongen
- Menció d'honor a Tempo Documentary Festival
- Menció d'honor a The International Film Festival of the Art of Cinematography – Pojktanten